# Léon Mart
Léon Mart (Esch-sur-Alzette, 18 de setembro de 1914 - Esch-sur-Alzette, 14 de julho de 1984) foi um futebolista luxemburguês.
Mart jogou toda sua carreira, em Luxemburgo, pelos clubes Jeunesse Esch e CS Fola Esch.

## Seleção nacional
Mart jogou como atacante pela Seleção Luxemburguesa de Futebol é detêm o recorde nacional com 16 gols em 24 partidas internacionais (incluindo os jogos não oficiais) entre 1933-1945.